# Klemensowo (Polska)
Klemensowo – osada leśna w Polsce położona w województwie wielkopolskim, w powiecie szamotulskim, w gminie Ostroróg.  Wokół osady rozciąga się kompleks leśny.
Pod koniec XIX wieku folwark i leśniczówka Klemensowo liczyły 3 dymy (domostwa) i 28 mieszkańców i wchodziły w skład majątku Dobrojewo.
W Klemensowie pod koniec XIX z inicjatywy właściciela okolicznych lasów, hrabiego Kwileckiego została wybudowana leśniczówka. Wybudował on również Tartak, który istniał do wybuchu II wojny światowej oraz linię kolejową, którą drewno docierało do wsi Dobrojewo, a dalej linią kolejową Szamotuły – Międzychód do innych miejscowości. 
W leasie niedaleko leśniczówki znajduje się krzyż – pomnik postawiony przez I. Kwileckiego na okoliczność upolowania przez syna zwierzęcia. Na krzyżu napis „Na pamiątkę października 1881 roku Jasiowi Kwileckiemu” i dalej zm. 13.07.1882 roku. Na cokole natomiast – „postawił ojciec 1884". 
W latach 1975–1998 miejscowość należała administracyjnie do województwa poznańskiego.